# 大錦中
大錦中（だいきんちゅう）は、664年から685年まで日本で用いられた冠位である。26階中8位で上が大錦上、下が大錦下である。

## 概要
天智天皇3年（664年）2月9日の冠位26階の制で、大花上と大花下の2階を大錦上、大錦中、大錦下の3階に改めて設けられた。かつて大化3年（647年）の制度に大錦という冠位があって、大化5年（649年）に大花上と大花下に分割された経緯があり、大錦中などはその名を復活継承したものである。
天武天皇14年（685年）1月21日に冠位の命名方法が一新したときに廃止された。

## 叙位された人物
『日本書紀』に見える大錦中の人物には、天智天皇元年（662年）の安曇比羅夫がいる。百済救援のため豊璋を本国に送った大将軍で、前年の斉明天皇7年には前将軍・大花下として百済に進発した。しかし大錦中は2年後に制定されたもので、この時点では相当するものもない。後に授けられた冠位をさかのぼらせて書いたかと思われる。
もう一人は、壬申の乱で活躍した大伴吹負である。天武天皇12年（683年）に死んだ吹負に対して、死後大錦中が贈位された。
- 阿曇比羅夫（安曇比羅夫）- 天智天皇元年（662年）5月見。大将軍。
- 大伴男吹息（大伴吹負） 天武天皇12年（683年）8月5日贈位。